# 121481 Reganhoward
121481 Reganhoward è un asteroide della fascia principale. Scoperto nel 1999, presenta un'orbita caratterizzata da un semiasse maggiore pari a 2,7638986 UA e da un'eccentricità di 0,0496945, inclinata di 6,99227° rispetto all'eclittica.